# Nyearctia albescens
Nyearctia albescens là một loài bướm đêm thuộc phân họ Arctiinae, họ Erebidae.